# Meta (Missouri)
Meta és una població dels Estats Units a l'estat de Missouri. Segons el cens del 2000 tenia 249 habitants.

## Demografia
Segons el cens del 2000, Meta tenia 249 habitants, 106 habitatges, i 59 famílies. La densitat de població era de 282,8 habitants per km².
Dels 106 habitatges en un 30,2% hi vivien nens de menys de 18 anys, en un 50,9% hi vivien parelles casades, en un 3,8% dones solteres, i en un 43,4% no eren unitats familiars. En el 41,5% dels habitatges hi vivien persones soles el 25,5% de les quals corresponia a persones de 65 anys o més que vivien soles. El nombre mitjà de persones vivint en cada habitatge era de 2,35 i el nombre mitjà de persones que vivien en cada família era de 3,32.
Per edats la població es repartia de la següent manera: un 27,7% tenia menys de 18 anys, un 6,8% entre 18 i 24, un 30,1% entre 25 i 44, un 17,3% de 45 a 60 i un 18,1% 65 anys o més.
L'edat mediana era de 37 anys. Per cada 100 dones de 18 o més anys hi havia 100 homes.
La renda mediana per habitatge era de 35.208 $ i la renda mediana per família de 43.750 $. Els homes tenien una renda mediana de 26.875 $ mentre que les dones 24.063 $. La renda per capita de la població era de 13.902 $. Entorn del 9,1% de les famílies i el 16,7% de la població estaven per davall del llindar de pobresa.

## Poblacions més properes
El següent diagrama mostra les poblacions més properes.